# Vera Moutaftchieva
Vera Petrova Moutaftchieva (en bulgare : Вера Петрова Мутафчиева ; ISO-9 : Vera Petrova Mutafčieva ; SBOTCC : Vera Petrova Mutafchieva), née le 28 mars 1929 à Sofia et morte le 9 juin 2009 dans la même ville, est une historienne et écrivaine bulgare.

## Biographie
Née en 1929 à Sofia, elle est la fille de Petar Moutaftchiev (bg), lui-même historien bulgare, et la sœur du physico-chimiste franco-bulgare Boyan Mutaftschiev (bg). Elle effectue ses études à l'université Saint-Clément-d'Ohrid de Sofia, où elle obtient un doctorat en 1958.
Spécialiste de l'histoire socio-économique de l'Empire ottoman et des Balkans, elle a notamment nuancé l’analyse de la période de domination ottomane sur le territoire bulgare, présentée traditionnellement comme une période de répression brutale. Et ceci alors qu’elle a exercé essentiellement à une époque où la Bulgarie appartenait au bloc de l’Est et était sous protection de l'Union soviétique, qui s'appuyait sur l’hostilité des Bulgares envers les Turcs. 
Elle est, outre ses essais historiques, l'auteur de nombreuses fictions,. Ses romans historiques sont réédités à plusieurs reprises en Bulgarie et sont traduits dans plusieurs langues. Elle est aussi connue pour son roman Moi, Anne Comnène.
Elle rédige également le scénario du péplum bulgare Khan Asparoukh, réalisé par Lioudmil Staïkov et sorti en 1981, qui retrace le règne d’Asparoukh. 
En tant qu'auteur, elle reçoit plusieurs prix bulgares et internationaux, notamment le prix Herder en 1980, ou encore le prix Ivan-Vazov en 2005. Elle est aussi membre de l'Académie bulgare des sciences.
Elle meurt à Sofia le 9 juin 2009. Un site Internet, VeraMutafchieva.net, est créé à sa mémoire quelques mois plus tard.